# Jorge Aníbal Quintero Chacón
Jorge Aníbal Quintero Chacón (Queniquea, 24 de julio de 1956) es un obispo católico, actualmente es el pastor de la Diócesis de Barcelona (Venezuela).

## Biografía
Nació en Queniquea, Estado Táchira, Venezuela, el 24 de julio de 1956. Hijo de Don Antonio María Quintero y de Doña Rosa Chacón.

### Estudios
- La educación primaria la realizó en su pueblo natal Queniquea en el grupo escolar Mons. Juan Bautista Castro.
- La secundaria en el Seminario Menor de la Diócesis de San Cristóbal (Venezuela), obteniendo el título de bachiller en Humanidades
- La formación universitaria la realizó en el Instituto Universitario Santo Tomás de Aquino de San Cristóbal, Obteniendo la Licenciatura en Educación con especialización en teología y filosofía.

### Presbítero
Se ordenó como presbítero el 27 de junio de 1981 en Queniquea, por imposición de manos y oración consecratoria de Mons. Alejandro Fernández Feo-Tinoco

#### Cargos
- Director de disciplina en el Seminario menor
- Vicerrector del Seminario menor Santo Tomas de Aquino
- Rector del Seminario Mayor Santo Tomas de Aquino
- Capellán militar del Ejército Nacional Bolivariano en ayuda al Ordinariato Militar para Venezuela
- Párroco de San Juan Nepomuceno en Michelena.
- Párroco de San Juan Bautista de La Ermita.
- Vicario general para la Pastoral.

## Episcopado

### Obispo de la Diócesis de Margarita
El 19 de diciembre de 2008, el Papa Benedicto XVI lo nombró V Obispo de la Diócesis de Margarita.
Le impuso el Solideo Mons. Mario Moronta, Obispo de la Diócesis de San Cristóbal de Venezuela.
Fue consagrado obispo en la Basílica de Nuestra Señora de la Consolación de Táriba el 7 de marzo de 2009.
- Consagrante principal:
  - Mons. Mario del Valle Moronta Rodríguez (obispo de San Cristóbal de Venezuela)
- Concelebrantes asistentes:
  - Mons. Giacinto Berloco (Nuncio Apostólico en Venezuela y Arzobispo titular de Fidenas)
  - Mons. José Hernán Sánchez Porras †  (Obispo del Ordinariato Militar para Venezuela)

Su primera misa pontifical fue en su tierra natal Queniquea el 8 de marzo de 2009.
Tomó posesión canónica de la Diócesis de Margarita el 14 de marzo de 2009.

### Obispo de la Diócesis de Barcelona en Venezuela
El 11 de julio de 2014, el Papa Francisco lo nombró VI Obispo de la Diócesis de Barcelona (Venezuela), tras haber aceptado la dimisión del Excmo. Mons. César Ramón Ortega Herrera.
Llega a Barcelona el día 12 de septiembre de 2014 y es recibido por las autoridades Políticas, civiles y militares del estado Anzoátegui.
En su Primera misa de toma de Posesión el 12 de septiembre de 2014 en su homilía dijo que trabajará por la Paz y la reconciliación del Estado.

## Sucesión de cargos como obispo
| Predecesor: Mons.Rafael Ramón Conde Alfonzo | V Obispo de Margarita Desde el 19 de diciembre de 2008 hasta el 11 de julio de 2014 | Sucesor: Mons.Fernando José Castro Aguayo |
| Predecesor: Mons.César Ramón Ortega Herrera | VI Obispo de Barcelona Desde el 11 de julio de 2014 hasta la fecha.                 | Sucesor: En el cargo                      |